# Sveti Tomaž
Sveti Tomaž (em alemão:  Sankt Thomas bei Friedau) é um município da Eslovênia. A sede do município fica na localidade de mesmo nome.